# 플래시 크래시
플래시 크래시(flash crash)는 현대 금융에서 매우 짧은 기간 내에 발생한 증권 가격의 매우 빠르고 깊으며 변동성이 큰 하락 후 빠른 회복을 의미한다. 플래시 크래시는 블랙박스 거래와 초단타 거래가 결합된 거래에 대해 언론에서 자주 비난한다. 블랙박스 거래의 속도와 상호 연결성은 몇 분, 몇 초 만에 수십억 달러의 손실과 회복을 초래할 수 있지만 실제로는 발생한다. 왜냐하면 거의 모든 참가자가 유동성을 빼내고 갑작스러운 위험 증가에 직면하여 거래를 일시적으로 중단했기 때문이다.

## 같이 보기
- 주가 대폭락